# Tibouchina longistyla
Tibouchina longistyla är en tvåhjärtbladig växtart som först beskrevs av Célestin Alfred Cogniaux, och fick sitt nu gällande namn av Susanne Sabine Renner. Tibouchina longistyla ingår i släktet Tibouchina och familjen Melastomataceae. Inga underarter finns listade i Catalogue of Life.